# Kolumbovi vitezovi
Kolumbovi vitezovi (Knights of Columbus), utemeljeni 1882. godine u Sjedinjenim Američkim Državama, najveća su katolička bratska udruga na svijetu. Dobili su ime po Kristoforu Kolumbu, a posvećeni su načelima Dobročinstva, Sloge, Bratstva i Domoljublja. Udruga ima više od 1,7 milijuna članova u 14.000 odbora, od kojih su blizu 200 organizirani pri sveučilištima. Članstvo je otvoreno samo muškarcima starijim od 18 godina koji su katolici i koji prakticiraju svoju vjeru.
Odbori postoje u Sjedinjenim Američkim Državama, Kanadi, Meksiku, na Karibima, Filipinima, u Guamu, Saipanu, Japanu, Kubi i od nedavno u Poljskoj. Službeni podmladak Kolumbovih vitezova, Kolumbovi štitonoše, ima preko 5.000 podružnica. 
Sve ceremonije i sastanci Reda su otvoreni samo za članove, a svi drugi događaji su otvoreni i za javnost. Obećanje da detalji ceremonija neće biti otkriveni nikome drugom osim jednako kvalificiranom vitezu potrebno je da bi se osigurao njihov utjecaj i značenje novim članovima; dodatna klauzula podređuje to obećanje vitezovim građanskim i vjerskim dužnostima.
U 2007. godini Red je donirao 144.9 milijuna USD izravno u dobrotvorne svrhe (1.1 milijardu u zadnjih 10 godina) i obavio preko 68 milijuna dobrovoljnih radnih sati. Radi njihove potpore Crkvi i mjesnim zajednicama, kao i radi njihovih filantropskih napora, Red se često naziva "čvrsta desnica Crkve". Program životnog osiguranja Reda ima preko 60 milijardi USD u policama važećeg životnog osiguranja i drži najveću ocjenu za osiguranje.

## Vanjske poveznice
- Službena stranica Kolumbovih vitezova (engl.)

### Ostali projekti
|  | Zajednički poslužitelj ima još gradiva o temi Kolumbovi vitezovi |